# Elisabeth Steiner (Sängerin)

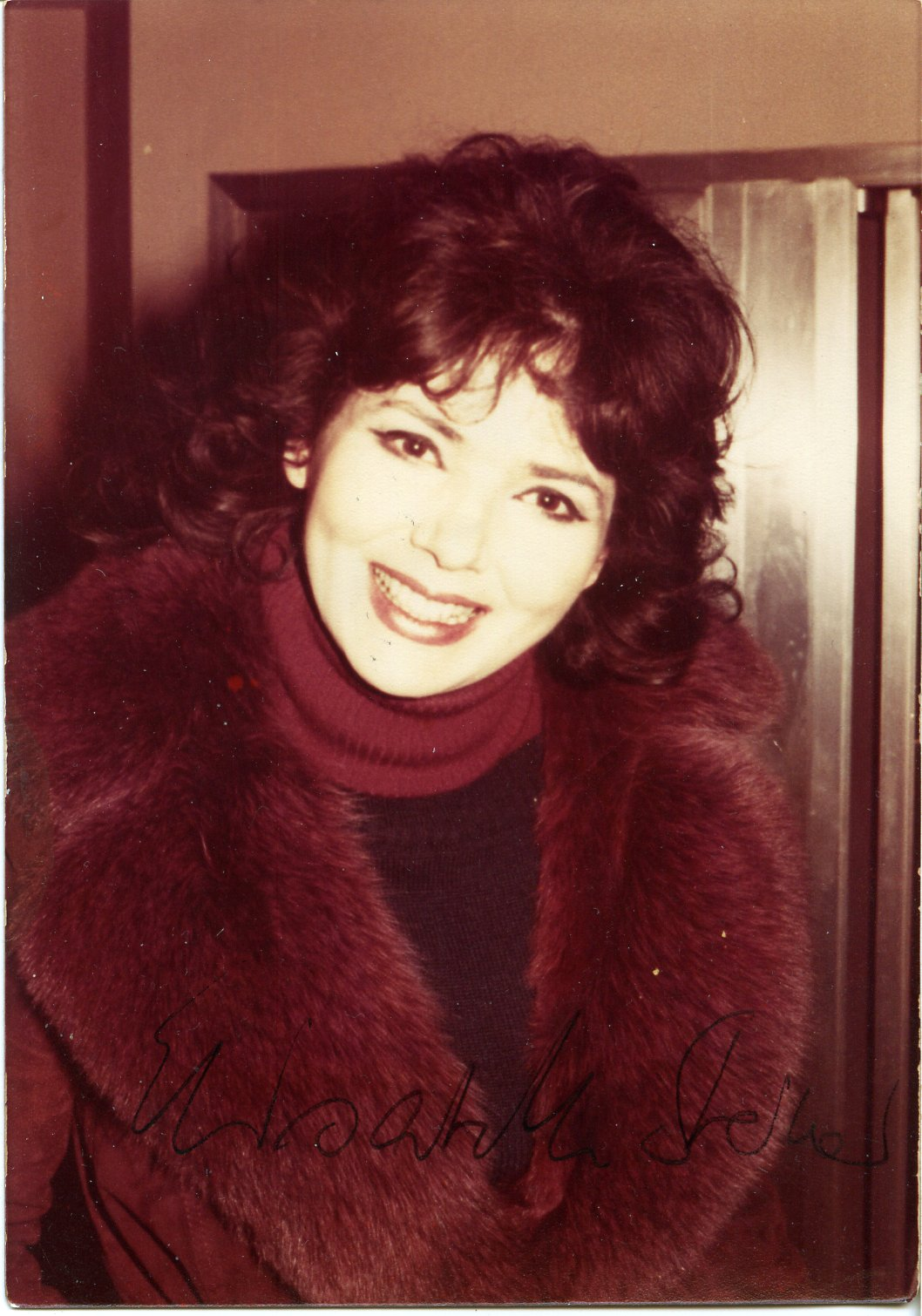
Elisabeth Steiner, 1978

Elisabeth Steiner (* 17. März 1935 in Berlin; † 29. November 2006) war eine deutsche Opern- und Liedersängerin (Mezzosopran).

## Leben
In Berlin geboren und dort aufgewachsen, studierte Elisabeth Steiner nach dem Abitur 1954 am Lichterfelder Goethe-Gymnasium an der Berliner Hochschule für Musik mit dem Ziel, Pianistin zu werden. So war neben Klavier (bei Hans Beltz) Gesang zunächst nur ihr zweites Hauptfach, auf das sie sich allerdings – nicht zuletzt auf Drängen ihrer Lehrerin Frida Leider – nach vier Semestern voll konzentrierte.
Während des Studiums (auch bei weiteren Gesangspädagogen wie Richard Sengeleitner, Harry Gottschalk und Margarete Bärwinkel) konzertierte sie bereits und war Stipendiatin der „Studienstiftung des deutschen Volkes“. Noch als Musikstudentin hatte sie (im letzten Studienjahr) ihr gefeiertes Operndebüt an der Deutschen Oper Berlin; dies bereits in einer tragenden Rolle (Schwester Wanda in Rosamunde Floris von Boris Blacher), worauf sie 1961 von Rolf Liebermann als lyrischer Mezzosopran an die Hamburgische Staatsoper verpflichtet wurde. Ebenfalls 1961 hatte sie drei Auftritte bei den Bayreuther Festspielen.
Sie debütierte in Hamburg als Niklaus in Hoffmanns Erzählungen und wirkte in weiteren Hosenrollen wie Cherubin, Octavian, Hänsel usw. Nach einigen Gastspielen in Kopenhagen schrieb das Hamburger Abendblatt 1964:

„Die Hamburger Oper ist für viele Kopenhagener
ein Wallfahrtsort und Elisabeth Steiner so etwas wie eine Botschafterin der deutschen Kultur.“

Innerhalb des Hamburger Ensembles hat sie alle großen Partien ihres Stimmfachs gesungen, nur wenige Male allerdings ihre Glanzpartie, die Carmen. Über diese, ihre Hamburger Carmen stand in der Opernfachzeitschrift Orpheus 1972:

„... Elisabeth Steiner erwies sich unter allen Gesichtspunkten als eine Idealbesetzung der Titelpartie. Durch die Geschlossenheit der Darstellung
und nicht zuletzt aufgrund ihres eminent guten Aussehens kann man sie ohne Zögern als  die Carmen von heute und morgen bezeichnen...“

Elisabeth Steiner gastierte an verschiedenen deutschen und ausländischen Opernhäusern und gab Konzerte und Liederabende. In den 1970er Jahren machten sie zahlreiche Fernsehauftritte populär, z. B. bei Anneliese Rothenberger, René Kollo, Hermann Prey, Harald Juhnke und insgesamt viermal im Blauen Bock.
An der Hamburger Staatsoper war sie an diversen Uraufführungen beteiligt, so sang sie 1964 in der Oper Der goldene Bock von Ernst Krenek, in Gottfried von Einems Der Zerrissene (1964), in Zwischenfälle bei einer Notlandung von Boris Blacher (1966), dann 1969 in der Uraufführung von Die Teufel von Loudun von Penderecki (in deren Filmfassung die hinzuinszenierte Nacktszene ihrer Nebenrolle von einem Double übernommen wurde). Drei weitere Uraufführungen mit ihrer Beteiligung folgten 1970: Der Belagerungszustand von Milko Kelemen, Das kommt davon von Ernst Krenek und Ein Stern geht auf aus Jaakob von Paul Burkhard; schließlich 1973 Unter dem Milchwald von Walter Steffens.
Am 7. Juni 1973 wurde Elisabeth Steiner vom Hamburger Senat zur Kammersängerin ernannt. Fast 40 Jahre blieb sie festes Ensemble-Mitglied der Hamburgischen Staatsoper: bis zu ihrer letzten Vorstellung im März 2000 als Flora Bervoix in La traviata.

## Karriere-Ausklang 1977–1980
Eine fortdauernde Stimmband-Allergie, die bereits in Elisabeth Steiners Studienzeit begonnen hatte, sich im Laufe der Jahre verschlimmerte und ihr längere Auftritte schließlich nur mit ständigen Cortisongaben ermöglichte, raubte ihr zunehmend die notwendige Freude am Singen; somit auch jeden Impuls, eine ihren Voraussetzungen angemessene Karriere anzustreben. Trotzdem eröffneten sich ihr Ende der siebziger Jahre noch einige Möglichkeiten, ihr Können verschiedenenorts zu beweisen. Dies beispielsweise in zwei ARD-Fernsehproduktionen, der Martha (Regie: Arno Assmann) und dem Liederzyklus Les nuits d´été (mit dem NDR-Sinfonieorchester unter Aldo Ceccato).
Nach einem zufällig zustande gekommenen Gastspiel in der Wiener Volksoper als Carmen im Januar 1976 wurde sie dort die überschwänglich gefeierte Mignon einer Neuinszenierung. Darüber stand in der Welt  vom 12. März 1977:
„Einen Riesenerfolg bei Publikum und Presse hatte jetzt Kammersängerin Elisabeth Steiner in Wien als Mignon […] so schrieb der Kritiker des Wiener Kurier überschwenglich über Frau Steiner u. a.: ‚[…] diese Entdeckung, diese Prachtstimme, Schauspielbegabung dazu, die in Hosen wie in Röcken gleichermaßen blendend aussieht.‘“
In den Jahren 1977, 1978 und 1980 gab Elisabeth Steiner noch einige Liederabende. Dazu u. a.

„...Wer dabei war, dürfte gewiss sein, einem der schönsten Mezzosoprane begegnet zu sein, die man heute hören kann. Eine herrliche Stimme mit instrumentaler Einfühlungsgabe“

„... Mit einer Stimme so mächtig und voll wie ihre Lockenpracht, begeisterte Elisabeth Steiner das Publikum bei ihrem Liederabend… …diese exakte Intonation, diese ausgeglichene Färbung und Führung der Stimme, diese deutliche Aussprache – herrlich!“

Schließlich fand neben Stimme und Darstellungskunst auch das Aussehen dieser Künstlerin in den Medien Beachtung.

„...Elisabeth Steiner, keine Theaterkatze, sondern der Urtyp einer jungen schönen Frau von überwältigendem Charme und Zauber“

„...Es gibt Frauen, deren Anblick vollkommen betäubt, die aber während eines Gesprächs ernüchternd wirken. Der Fall Elisabeth Steiner  - die bezaubernde Mezzosopranistin der Hamburger Staatsoper - betäubt in jeglicher Hinsicht. Wenn eine Frau als sensationell genannt werden soll, so ist es jedenfalls sie...“

## Krankheit und Tod
Nach ihrer Pensionierung sang sie, als von Kindheit an glaubenstreue Katholikin, noch öfter in der Elmshorner Marienkirche und spielte dort auch die Orgel, solange dies eine aufkommende unheilbare Krankheit zuließ. Was berufliche Probleme nie bei ihr hatten auslösen können, dass sie die für sie charakteristische „ansteckende“ Lebensfreude verlor, geschah durch die Situation ihrer geliebten Tochter, die Jahre zuvor krank aus dem Ausland zurückgekehrt war und deren Zustand chronisch wurde. Ende 2001 selbst schwer erkrankt, mied sie stationäre Klinikaufenthalte so weit wie möglich und verbrachte die letzten fünf Jahre ihres Lebens zuhause, allein von ihrem Mann gepflegt.
Elisabeth Steiner hatte zwei Kinder; mit ihrem Mann, den sie 1956 an der Berliner Musikhochschule kennengelernt hatte, war sie 44 Jahre verheiratet.